# Nederland op het Eurovisiesongfestival 1979
Nederland nam deel aan het Eurovisiesongfestival 1979 in Jeruzalem. Het was de 24ste deelname van het land op het Eurovisiesongfestival. De NOS was verantwoordelijk voor de Nederlandse bijdrage.

## Selectieprocedure
Sandra Reemer werd intern gekozen om Nederland te vertegenwoordigen op het Eurovisiesongfestival. Zij had al eerder voor Nederland aan het songfestival deelgenomen in 1972 en 1976. Reemer koos ervoor om deze keer deel te nemen onder de naam Xandra.
Het lied werd gekozen via het Nationaal Songfestival, dat op 7 februari 1979 gehouden werd in het RAI Congrescentrum in Amsterdam. De show werd gepresenteerd door Martine Bijl. Vijf liedjes namen deel aan deze finale, die allemaal werden gezongen door Xandra. Het winnende lied werd gekozen door 11 regionale jury's, die elk 50 punten te verdelen hadden.
| Volgorde | Lied             | Punten | Plaats |
| -------- | ---------------- | ------ | ------ |
| 1        | Lieveling        | 109    | 2      |
| 2        | Lila lavendel    | 66     | 5      |
| 3        | Intercity        | 104    | 3      |
| 4        | Waar ben je heen | 68     | 4      |
| 5        | Colorado         | 203    | 1      |

## In Jeruzalem
Nederland moest tijdens het Eurovisiesongfestival als veertiende aantreden, voorafgegaan door Luxemburg en gevolgd door Zweden. Op het einde van de puntentelling bleek dat Xandra op de twaalfde plaats was geëindigd met een totaal van 51 punten.
België had 3 punten over voor het Nederlandse lied.

### Gekregen punten
| 12 punten | 10 punten                         | 8 punten                           | 7 punten | 6 punten |
| --------- | --------------------------------- | ---------------------------------- | -------- | -------- |
|           | - Ierland                         | - Denemarken                       | - Israël |          |
| 5 punten  | 4 punten                          | 3 punten                           | 2 punten | 1 punt   |
| - Finland | - Noorwegen - Oostenrijk - Zweden | - België - Duitsland - Griekenland |          |          |

### Punten gegeven door Nederland
Punten gegeven in de finale:
| 12 punten | Frankrijk           |
| 10 punten | Spanje              |
| 8 punten  | Denemarken          |
| 7 punten  | Griekenland         |
| 6 punten  | Noorwegen           |
| 5 punten  | Verenigd Koninkrijk |
| 4 punten  | Luxemburg           |
| 3 punten  | Portugal            |
| 2 punten  | Duitsland           |
| 1 punt    | Israël              |

1956 · 1957 · 1958 · 1959 · 1960 · 1961 · 1962 · 1963 · 1964 · 1965 · 1966 · 1967 · 1968 · 1969 · 1970 · 1971 · 1972 · 1973 · 1974 · 1975 · 1976 · 1977 · 1978 · 1979 · 1980 · 1981 · 1982 · 1983 · 1984 · 1985 · 1986 · 1987 · 1988 · 1989 · 1990 · 1991 · 1992 · 1993 · 1994 · 1995 · 1996 · 1997 · 1998 · 1999 · 2000 · 2001 · 2002 · 2003 · 2004 · 2005 · 2006 · 2007 · 2008 · 2009 · 2010 · 2011 · 2012 · 2013 · 2014 · 2015 · 2016 · 2017 · 2018 · 2019 · 2020 · 2021 · 2022 · 2023 · 2024 · 2025